# D'amour et d'eau fraîche (film, 1933)
Pour les articles homonymes, voir D'amour et d'eau fraîche.
Pour plus de détails, voir Fiche technique et Distribution.
D'amour et d'eau fraiche est un film français réalisé par Félix Gandéra en 1933

## Synopsis
Un jeune homme est renversé par une voiture sur un passage clouté. La jolie conductrice le reconduit, le soigne et en tombe amoureuse. Ella a un gros mari égoïste et mufle qu'elle abandonne à ses maladies imaginaires pour épouser son gentil blessé.

## Fiche technique
- Autres titres : La façon de se donner, Passage clouté[1]
- Réalisation et scénario  : Félix Gandéra d'après sa pièce La Façon de se donner[1]
- Adaptation, Dialogue : Félix Gandera
- Musique : Jean Delettre
- Production : Les productions Félix Gandera
- Pays d'origine :  France
- Format : Noir et blanc - Son mono - 1,37:1 - 35 mm
- Genre : Comédie
- Durée : 84 minutes
- Date de sortie : 
  - France : 1er décembre 1933

## Distribution
- Fernandel : Éloi, le chauffeur
- Claude Dauphin : André, le jeune homme renversé
- Renée Saint-Cyr : Colette, la jeune femme
- Jean Aquistapace : Stani, le gros mari de Colette
- Renée Dennsy : Régine
- Pierre Etchepare : Gabriel
- Junie Astor
- Jane Pierly
- Nita Malbert
- Milly Mathis
- Marthe Derminy
- Guy Sloux
- Marcel Maupi
- Edmond Valette : l'orateur de la crèche

## Autour du film
- Tournage en juin et juillet 1933